# Vincenzo Gatto
Vincenzo Gatto, né le 1er mai 1922 à Messine et mort le 11 octobre 2005, est un homme politique italien, membre du Parti socialiste italien, membre du Parlement européen, sénateur et député.

## Biographie
Conseiller municipal de Messine, il est élu député à la Chambre en 1958 pour le parti socialiste italien. Il est le premier signataire du projet de loi portant sur la création de la Commission parlementaire pour l'étude du phénomène mafieux ( Commission parlementaire anti-mafia ). Il est député national pendant quatre législatures (1958-1972 et 1976-1979).
En 1964, il est l'un des fondateurs et l'un des principaux représentants du Parti socialiste italien de l'unité prolétarienne. Après sa dissolution en 1972, il rejoint le PSI. Il est élu sénateur lors de la 6e législature (1972-1976).
Il est élu député européen aux élections européennes de 1979 pour les listes du PSI. Il est membre de la commission de l'agriculture et de la délégation pour les relations avec Malte. Il rejoint le groupe parlementaire "Groupe socialiste". Il reste au Parlement européen jusqu'en 1984.